# Акаомен, Марвин
Марвин Акаомен (нем. Marvin Akahomen; родился 15 июля 2007) — швейцарский футболист, центральный защитник клуба «Базель».

## Клубная карьера
30 апреля 2023 года Акаомен дебютировал за «Базель» в чемпионате Швейцарии, выйдя на замену в матче против клуба «Винтертур». Он стал третьим самым молодым игроком в истории Швейцарской Суперлиги. 14 мая 2023 года Марвин впервые попал в стартовый состав команды, сыграв все 90 минут в матче чемпионата Швейцарии против «Санкт-Галлена».

## Карьера в сборной
Выступал за сборные Швейцарии до 15, до 16 и до 17 лет.